# Vía verde de Alcoy
La vía verde de Alcoy es un camino que discurre por el itinerario de un antiguo tren proyectado entre las poblaciones de Agost y Alcoy, en la provincia de Alicante. El sendero acondicionado como vía verde es de 10 km, una parte del recorrido total previsto para dicho tren. Este camino discurre por el municipio de Alcoy hasta el valle de La Canal, y está indicado para la práctica del senderismo y el cicloturismo.

## Localización
La vía verde parte del barrio alcoyano de Batoi, al suroeste de la ciudad, para finalizar en su encuentro con la autovía A7 (Alicante-Alcoy) que le impide continuar sobre el antiguo trazado.
El inicio también puede considerarse en la misma estación ferroviaria de Alcoy, pero eso obliga a recorrer tres kilómetros por el casco urbano hasta llegar al inicio real, aunque hay un carril bici habilitado.

### Accesos
La vía verde es de fácil acceso desde la propia ciudad de Alcoy, así como desde algún otro punto intermedio, como por ejemplo desde el polideportivo municipal o desde el área de descanso de l'Estepar. Debido a la cercanía con la ciudad, y a los cómodos accesos, la vía verde está muy concurrida por caminantes y ciclistas.

## Historia
Para dar salida a la producción industrial de la ciudad de Alcoy, existía un ferrocarril de vía estrecha que iba hasta el puerto de Gandía en la provincia de Valencia. Sin embargo, desde Alcoy se pensó en construir un tren de vía ancha para comunicarse con el puerto de Alicante. Desde 1873 se pensaron varios proyectos para enlazar ambas ciudades. Finalmente, el trazado elegido llevaba desde Alcoy hasta Agost, donde se hacía enlace con la vía ya existente hasta Alicante.
El proyecto se realizó bajo el Plan de Ferrocarriles Nacionales de 1926, del Ministro de Fomento de la época Rafael Benjumea, Conde de Guadalhorce. Los trabajos se iniciaron el 8 de marzo de 1928 con un plazo de ejecución de tres años. Llegaron a explanarse los 66 km del recorrido total, terminándose las obras de la traza en 1932.
La guerra civil en España dejó el proyecto a medias, quedando pendientes la extensión del balastro, el tendido de las vías y levantar las estaciones intermedias.
Terminada la guerra, un informe del Banco Mundial para la concesión de un préstamo a España, aconsejó no realizar este trazado ante la falta de rentabilidad. Por ello, se deja en suspensión el proyecto. Años después, el Consejo de Ministros del 20 de julio de 1988 desiste de la obra y acuerda la reversión de los terrenos.
La vía verde ha sido ejecutada por el Ministerio de Fomento. En febrero de 2006 se publica en el Boletín oficial de la provincia la Ordenanza regulatoria del uso y funcionamiento de la vía verde, aprobada en 2005 por el pleno del Ayuntamiento.

## Descripción

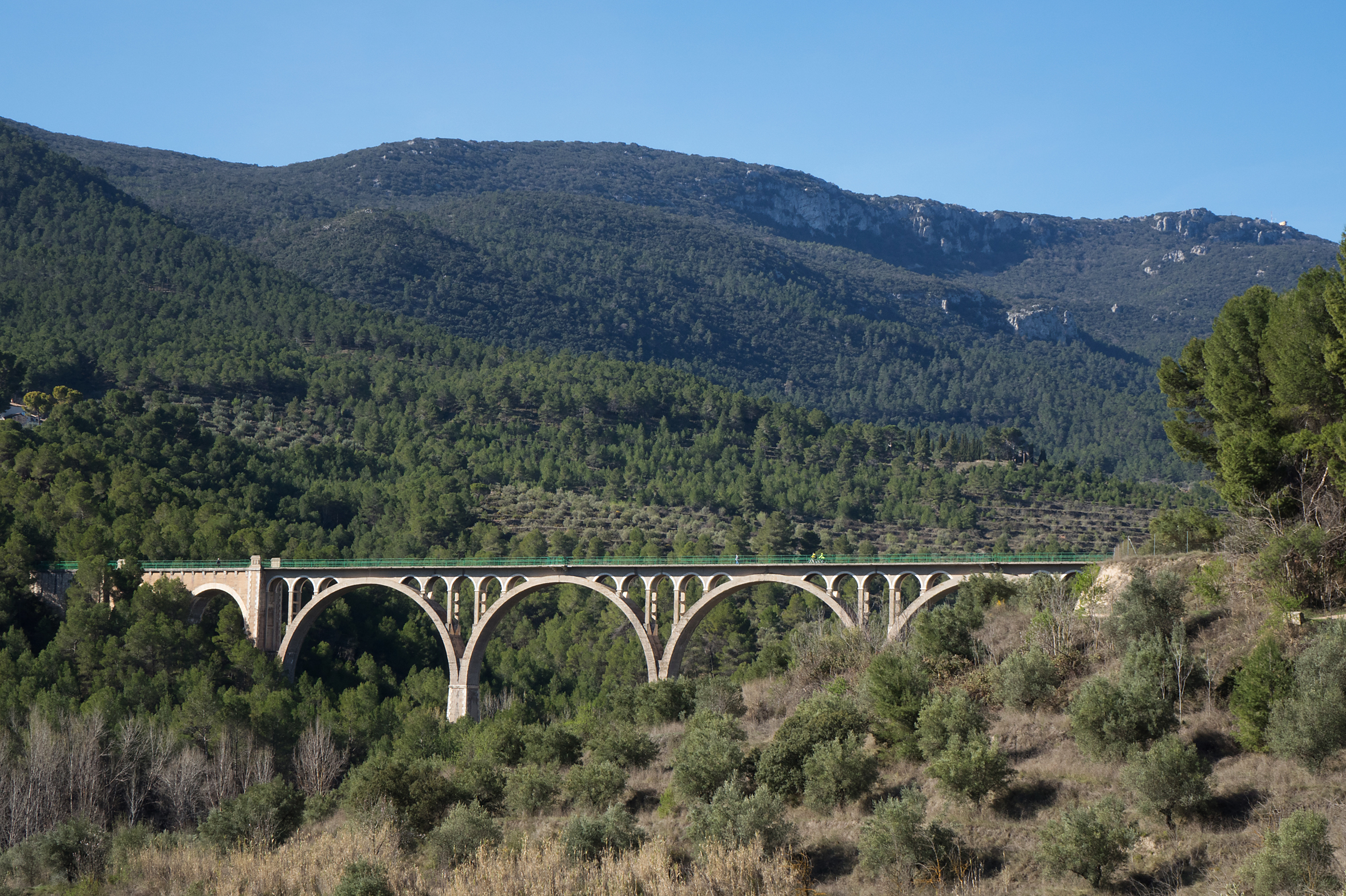
Viaducto de las Siete Lunas.

La ruta desde Alcoy es en ligero ascenso, con un desnivel a salvar de 215 m. Se parte en el inicio a 595 m de altitud, para llegar al final a los 810 m. Debido a la orografía del terreno, el trayecto tiene 11 túneles, con iluminación, y 3 viaductos. El firme es de asfalto y tierra compactada en su mayor parte. Los túneles tienen suelo de cemento.
El camino se inicia en el barrio de Batoi, donde se encuentra un área de descanso. La ruta llega pronto al primer túnel del itinerario. Una vez pasado, aparece el viaducto sobre el río Barxell, con 133 m de largo y 28 m de alto. Desde aquí puede observarse, en época de lluvias, el Xorro del Salt, una cascada con 60 m de caída libre de las aguas de este río. El paisaje es de campos de cultivo en bancales con la ciudad al fondo. Más adelante, se encuentra un nuevo túnel, de 321 m de largo. 
En el kilómetro 1,6 está el viaducto de las Siete Lunas sobre el río Polop. Su nombre significa de siete ojos, aunque en realidad el puente tiene ocho. La obra mide 260 m de largo y 46 m de alto. Desde aquí puede contemplarse una amplia panorámica del entorno, con vistas al parque natural de la Font Roja y al parque natural de la Serra Mariola. Este viaducto suele ser utilizado por los practicantes de puenting.
El camino va contorneando la ciudad de Alcoy. En el kilómetro 3,7 hay un mirador que permite contemplar toda la amplia zona, con sus edificaciones y su vegetación.
En el kilómetro 4,8 la vía se acerca al polideportivo municipal, donde hay una explanada y una nueva zona de descanso. Desde aquí pueden iniciarse otras rutas por los alrededores.
Más adelante, la vía cruza por un extremo el bosque mediterráneo del Carrascal de la Font Roja, aunque poco se puede ver porque la travesía es por el interior de tres estirados  túneles. Antes de llegar al último de estos túneles, el más largo del recorrido con 1013 m de longitud, se encuentra el viaducto de San Antonio o del Barranco de la Batalla, llamado así este lugar por los hechos acaecidos por la zona en 1276. La obra mide 69 m de largo y 20 m de alto. Desde aquí puede verse la colina del Puig, en cuya cima hay un yacimiento arqueológico de un poblado íbero, datado entre el siglo VII a. C. y el siglo IV a. C.
A la salida del último túnel, aparece el área de descanso de l'Estepar, con bancos, mesas y aparcabicis. Es el kilómetro 8 de la vía. A partir de aquí, cambia el firme, que pasa a ser sólo de tierra compactada, y el paisaje, que se convierte en terrenos agrícolas. Es el valle de La Canal.
Pocos metros más allá, el camino pasa cerca de La Sarga, lugar donde hay unas importantes pinturas rupestres.
Llegando al valle de La Canal termina la vía verde propiamente dicha, es decir, como una ruta acondicionada. Es posible seguir unos kilómetros más, en dirección a Ibi, por el antiguo trazado ferroviario. Sin embargo, la senda  no es una vía acondicionada y tiene algún tramo en mal estado. Este recorrido termina en el cruce con la autovía A7, que impide a la traza seguir más allá, después de haber pasado previamente por debajo de la carretera CV-800. No obstante, los mapas oficiales de las rutas de la zona, señalan la posibilidad de llegar hasta la población de Ibi utilizando los caminos de servicio de la autovía.

## Epílogo
La vía verde del Maigmó, que parte de la ciudad de Agost, tiene acondicionados 22 km de este viejo proyecto de tren no finalizado.
La vía verde de Alcoy está incluida en el recorrido planificado de la ruta EuroVelo 8, que forma parte de la red de rutas ciclistas europeas de larga distancia EuroVelo.